# Circonscription d'Endabguna
La circonscription d'Endabguna est une ancienne circonscription législativede l'État fédéré du Tigré, elle se situe dans la Zone ouest. Son représentant de 2005 à 2010 a été Werede Gesesse Wolde Haweriat.